# Emmanuel Lafont
Emmanuel Marie Philippe Louis Lafont (Parigi, 26 ottobre 1945) è un vescovo cattolico francese, dal 26 ottobre 2020 vescovo emerito di Caienna.

## Biografia
Emmanuel Marie Philippe Louis Lafont è nato a Parigi il 26 ottobre 1945 e proviene da una famiglia della borghesia cattolica della Turenna.
Penultimo in una famiglia di sette fratelli e sorelle, è il figlio di Louis Lafont, ufficiale del genio navale e ingegnere delle armi, direttore del dipartimento per la famiglia del Ministero degli interni del governo di Vichy e direttore dei cantieri navali atlantici della Naval Group, e di Monique Bonnin de la Bonninière de Beaumont.
È zio di diverse personalità tra cui monsignor Antoine de Romanet de Beaune, ordinario militare per la Francia, Augustin de Romanet de Beaune, presidente-direttore generale di Groupe ADP, e Bruno Lafont, già presidente-direttore generale del gruppo LafargeHolcim.

### Formazione e ministero sacerdotale
Ha studiato al Collège Stanislas di Parigi poi all'Institution Notre-Dame de Sainte-Croix di Neuilly-sur-Seine. Dopo il diploma di maturità ha espresso il desiderio di entrare in seminario. Suo padre, forte di alcuni rapporti amichevoli in Vaticano, lo ha mandato a Roma. Ha conseguito la licenza in teologia presso la Pontificia Università Gregoriana e la licenza in Sacra Scrittura presso il Pontificio Istituto Biblico. Come giovane seminarista è stato testimone dell'effervescenza del Concilio Vaticano II (1962-1965).
Il 2 agosto 1970 è stato ordinato presbitero per l'arcidiocesi di Tours. In seguito è stato membro dell'équipe sacerdotale della parrocchia di San Francesco di Paola a Tours dal 1973 al 1974; cappellano dei collegi del centro di Tours dal 1974 al 1977 e cappellano regionale e diocesano della Gioventù operaia cristiana dal 1977 al 1983.
Nel 1983 è stato inviato nella diocesi di Johannesburg in Sudafrica come missionario fidei donum. È stato cappellano della Gioventù operaia cristiana, parroco della parrocchia di San Filippo Neri a Soweto, professore nel seminario nazionale "San Pietro" a Pretoria e vice rettore dello stesso. Padre Lafont è stato una figura importante dell'opposizione all'apartheid nel paese. In particolare, ha lavorato al fianco di Nelson Mandela e di Desmond Tutu per migliorare la vita quotidiana dei neri, vittime del regime.
Nel 1997 è rientrato in Francia. È stato direttore nazionale delle Pontificie Opere Missionarie, segretario della commissione episcopale per la missione universale e segretario del comitato episcopale per la cooperazione missionaria in Francia dal 1997 al 2002 e parroco di Langeais e decano del decanato Turenna Nord-Ovest dal 2003 al 2004.

### Ministero episcopale
Il 29 agosto 2004 papa Giovanni Paolo II lo ha nominato vescovo di Caienna. Ha ricevuto l'ordinazione episcopale il 26 ottobre successivo nella cattedrale del Santissimo Salvatore a Caienna dall'arcivescovo metropolita di Fort-de-France Gilbert Marie Michel Méranville, co-consacranti il vescovo di Basse-Terre Ernest Mesmin Lucien Cabo e il vescovo coadiutore di Nizza Louis Albert Joseph Roger Sankalé. Durante la stessa celebrazione ha preso possesso della diocesi.
Nell'aprile del 2008 ha compiuto la visita ad limina.
Già nel 2008 cinque sacerdoti - tra cui il vicario generale e il cancelliere vescovile - hanno allertato il Vaticano con una lettera inviata al nunzio apostolico dove affermavano: "dopo aver pregato e riflettuto, ci siamo resi conto che non potevamo mantenere il silenzio più a lungo riguardo ai costumi finanziari, pastorali e sessuali del nostro vescovo". Nel resto della missiva hanno descritto una diocesi molto turbata da questa situazione: i cristiani erano sempre meno numerosi nell'impegno al servizio della Chiesa. Altri, già impegnati, si dimettevano dagli incarichi. Le entrate della diocesi sono diminuite drasticamente. I sacerdoti erano divisi, perché alcuni credevano alle voci, altri si rifiutavano di credervi nonostante le testimonianze di persone direttamente coinvolte in questi casi.
La Congregazione per l'evangelizzazione dei popoli, dicastero competente per la diocesi, ha inviato monsignor Jean Marie Louis Bonfils, vescovo di Nizza, per chiarire le accuse mosse a monsignor Lafont. Questi è rimasto undici giorni sul posto e ha ascoltato 44 persone ma l'indagine canonica non ha trovato conclusione. Bonfils nel 2021 ha dichiarato al quotidiano La Croix che con monsignor Lafont era amico da più di vent'anni. Alla fine del 2008, monsignor Lafont ha deciso di affrontare i sacerdoti che lo accusavano al nunzio apostolico e ha convocato tutto il suo clero nella casa dei religiosi spiritani a Caienna.
Il 27 novembre 2009 è stato eletto membro associato dell'Accademia delle scienze d'oltremare.
Il 10 dicembre 2013, su invito del presidente François Hollande, ha fatto parte della delegazione presidenziale che si è recata a Johannesburg per l'omaggio ufficiale internazionale a Nelson Mandela, scomparso il 5 di quel mese.
Il 4 ottobre 2014, quando il presidente del Consiglio generale della Guyana Alain Tien-Liong, ha annunciato la volontà di porre fine al fatto che i presbiteri fossero remunerati dal Consiglio da lui guidato, monsignor Lafont ha iniziato uno sciopero della fame "per chiedere ai cattolici di finanziare la loro Chiesa". Il vescovo riteneva "che sarebbe bene che la Chiesa rinunci a un privilegio di propria iniziativa piuttosto che aspettare che le venga tolto" e ha aggiunto: "Possiamo abbandonare una legge in disuso. Ma non così, dopo un ukaz". Il 1º gennaio 2015, vale a dire tre giorni dopo che il tribunale amministrativo di Caienna aveva convocato Alain Tien-Liong per "ripristinare senza indugio" il pagamento di questo compenso, quest'ultimo ha emesso un decreto che ordinava il ritiro automatico del vescovo. L'ordine non era normativo e monsignor Lafont non ha contestato l'atto e ha continuato a svolgere le sue funzioni senza ricevere compensi del Consiglio generale. Eric Spitz, prefetto della Guyana francese, ha definito illegale questo decreto.
Nel 2016 un tacito accordo ha previsto la progressiva assunzione di responsabilità per la retribuzione dei sacerdoti da parte della diocesi. Questa è stata attuata man mano che i sacerdoti cambiavano parrocchie. Nel 2018 il vescovo Lafont ha detto all'AFP che su 43 sacerdoti che esercitavano il loro ministero nel territorio della Guyana francese, la remunerazione di solo 13 di essi era ancora sotto la responsabilità dell'autorità locale.
Nell'aprile del 2018 ha compiuto una seconda visita ad limina.
Ha partecipato all'assemblea speciale per la regione panamazzonica del Sinodo dei vescovi che ha avuto luogo nella Città del Vaticano dal 6 al 27 ottobre 2019 sul tema "Amazzonia: nuovi cammini per la Chiesa e per una ecologia integrale".
Nel 2020, la diocesi di Caienna contava 43 sacerdoti e 26 parrocchie che coprono l'intero dipartimento della Guyana francese, con una superficie di 83000 km². Il clero della diocesi è composto per il 95% da sacerdoti non nativi dalla Guyana francese. Poco più della metà dei sacerdoti proviene dall'isola di Haiti. In venticinque anni, il dipartimento ha visto la sua popolazione raddoppiare, raggiungendo i 250 000 abitanti. Le Chiese evangeliche si impiantano rapidamente, soprattutto nelle comunità amerinde. Il cattolicesimo, tuttavia, rimane la confessione maggioritaria nel dipartimento, dove la legge di separazione tra Stato e Chiese del 1905 non si applica. Il testo che disciplina i culti è l'ordine reale di Carlo X del 1828. Così, una parte del clero cattolico, e lui solo, rimane stipendiato dalla Collettività territoriale della Guyana.
Il 26 ottobre 2020 papa Francesco ha accettato la sua rinuncia al governo pastorale della diocesi per raggiunti limiti di età.
Il 2 aprile 2021 la Santa Sede ha avviato un'indagine canonica contro monsignor Lafont. Questa ha seguito diverse denunce civili contro il vescovo per abuso di debolezza (lo sfruttamento dello stato di ignoranza o vulnerabilità mentale o psicologica di una persona per portarla ad assumere impegni di cui non è in grado di vedere l'importanza) e molestie morali (una condotta abusiva attuata mediante gesti, parole, comportamenti, atteggiamenti ripetuti che portano a condizioni di vita o lavoro degradanti). Gli avvocati del presule sono Christian Charrière-Bournazel e Jérôme Gay. L'indagine canonica è stata affidata a monsignor David Macaire, arcivescovo metropolita di Fort-de-France. Nel dicembre del 2022 sono stati pubblicati i risultati dell'inchiesta canonica: a monsignor Lafont è vietato svolgere qualsiasi attività pastorale, indossare le insegne episcopali ed entrare in contatto con i suoi conoscenti della Guyana francese e con giovani emigrati. Gli è stato anche imposto di risiedere in un monastero della Francia continentale.

## Opere
- in collaborazione, A la découverte de la Bible, Ouvrières, 1981.
- Isabelle Marque, Emmanuel Lafont, un prêtre à Soweto, L'Atelier, 1997,  p. 127. URL consultato il 9 aprile 2021 (archiviato dall'url originale il 3 dicembre 2020).
- con Noël Bouttier, Le jubilé en actes, L'Atelier, 2000.
- con Jean Cormier, Le curé de Soweto, Rocher, 2011,  p. 416, ISBN 9782268070551.
- Jérémie, reviens !: Ils sont devenus fous !, Desclée de Brouwer, 2012,  p. 152, ISBN 978-2220064697.
- Prier 15 jours avec Nelson Mandela, Nouvelle Cité, 2014, ISBN 9782853138154.
- Prier 15 jours avec l'abbé Gaston Pineau, Nouvelle Cité, 2017, ISBN 9782853139144.

## Genealogia episcopale
La genealogia episcopale è:
- Cardinale Scipione Rebiba
- Cardinale Giulio Antonio Santori
- Cardinale Girolamo Bernerio, O.P.
- Arcivescovo Galeazzo Sanvitale
- Cardinale Ludovico Ludovisi
- Cardinale Luigi Caetani
- Cardinale Ulderico Carpegna
- Cardinale Paluzzo Paluzzi Altieri degli Albertoni
- Papa Benedetto XIII
- Papa Benedetto XIV
- Papa Clemente XIII
- Cardinale Marcantonio Colonna
- Cardinale Giacinto Sigismondo Gerdil, B.
- Cardinale Giulio Maria della Somaglia
- Cardinale Carlo Odescalchi, S.I.
- Cardinale Costantino Patrizi Naro
- Cardinale Lucido Maria Parocchi
- Papa Pio X
- Vescovo Alcime-Armand-Pierre-Marie Gouraud
- Vescovo Adolphe-Yves-Marie Duparc
- Vescovo Pierre-Marie Gourtay, C.S.Sp.
- Arcivescovo Henri-Marie-François Varin de la Brunelière, C.S.Sp.
- Arcivescovo Maurice Rigobert Marie-Sainte
- Arcivescovo Gilbert Marie Michel Méranville
- Vescovo Emmanuel Marie Philippe Louis Lafont